# Niekochana (film)
Niekochana – film w reżyserii Janusza Nasfetera z 1965 roku. Film jest adaptacją noweli Adolfa Rudnickiego. Uważany jest za jedno z największych dokonań reżyserskich Nasfetera.

## Główne role
- Elżbieta Czyżewska – Noemi
- Janusz Guttner – Kamil
- Włodzimierz Boruński – inżynier Śliwa
- Aleksandra Leszczyńska – gospodyni
- Adolf Chronicki – major
- Zdzisław Leśniak – Atos
- Edmund Karasiński – Goldfaden
- Stanisław Jaworski – komornik
- Janina Karasińska – żona komornika